# Штамп (завод)
Акционерное общество «Машиностроительный завод „Штамп“ им. Б. Л. Ванникова» (сокращённо АО "Машзавод «Штамп») — предприятие в Туле, занимающееся производством оборонной продукции (звенья патронных лент для ВМФ, ПВО и ВВС), а также продукцию и гражданского назначения в сфере экологического машиностроения, кабин для спецтехники и самоваров. Является одним из старейших предприятий Тулы.

## История
Предприятие ведёт свою историю с 17 мая 1880 года, когда император Александр II официально утвердил положение Военного совета об устройстве патронного завода с привлечением частного капитала. Право на устройство завода было дано коллежскому асессору Фёдору Григорьевичу фон Гилленшмидту. В 1880 году был заключён контракт с Главным артиллерийским управлением русской армии на поставку 210 миллионов патронов в течение семи лет. В этом же году на Тульском патронном заводе начали выпускаться 4,2-линейные (10,67-мм) боеприпасы к винтовке Бердана № 2, а затем был налажен выпуск патронов к трёхлинейной (7,62-мм) винтовке образца 1891 года, револьверных патронов и патронов к охотничьему оружию.
В 1882 году завод начал работать на полную мощность достигнув годовых объёмов выпуска патронов в 30 миллионов штук. К 1886 году были налажены латунно-прокатные и меднолитейные заводы, которые полностью закрыли все потребности в цветных металлах при производстве патронов. В 1898 году частный патронный завод перешел в руки Акционерного общества Тульских меднопрокатных и патронных заводов, во главе которого было Правление, находившееся в Санкт-Петербурге. В 1894 году на заводе была создана пушечно-гильзовая мастерская.
В начале XX века Тульский патронный завод занимал первое место в Российской империи как пушечно-гильзовый завод, второе – как патронный и входил синдикат меднопрокатных предприятий империи, находясь под контролем Международного банка. В 1917 году на заводе работало около 15 тысяч человек. За годы Первой мировой войны в русскую армию было поставлено до четверти патронов из общего количества, выпущенного отечественной промышленностью.

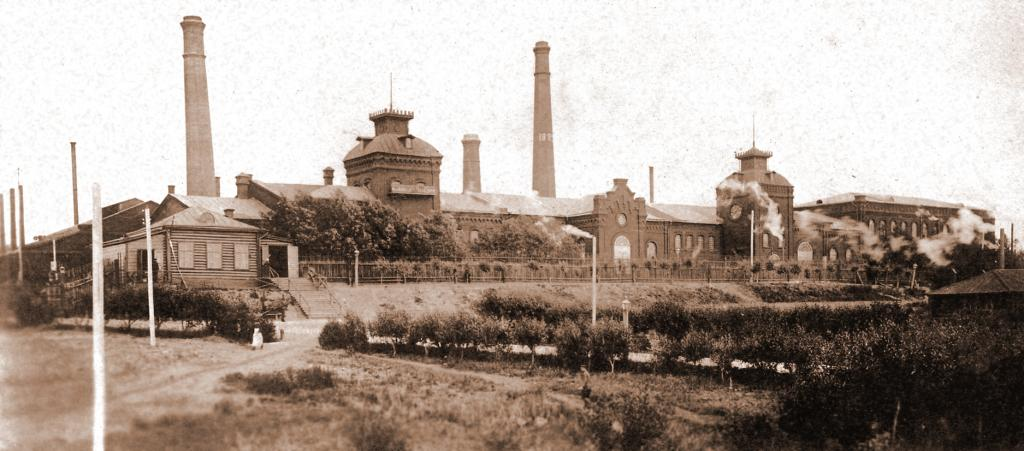
Тульский патронный завод в начале XX века.

28 июля 1918 года завод был объявлен собственностью РСФСР. Во время Гражданской войны с августа 1918 года по 27 июня 1919 года изготовил почти 163 миллиона патронов из 204 миллионов, выпущенных в стране. В 1919 году Тульскому патронному заводу присоединили крупные национализированные самоварные фабрики бывшие Баташевых, Шемариных, Тейле. Самовар прочно вошел в номенклатуру выпускаемых изделий и с этого времени стал традиционной продукцией предприятия, его визитной карточкой. За трудовой героизм, проявленный в деле обеспечения боеприпасами Красной Армии, Всероссийский Центральный Исполнительный Комитет Советов рабочих, крестьянских, красноармейских и казачьих депутатов 25 апреля 1921 года наградил Тульский патронный завод (ныне АО «Машиностроительный завод „Штамп“ им. Б. Л. Ванникова») орденом Тульского Красного Знамени.
В 1929—1931 годах была проведена реорганизация производства и построены новые корпуса, была повышена техническая оснащённость предприятия и улучшена организация труда, уменьшены расстояния межоперационных перевозок, оптимизирована поточность производства боеприпасов, начало уделяться больше внимания экономии цветных металлов и механизации производства. С 1932 года впервые в стране в прокатном цехе начался выпуск биметалла.

### Завод «Штамп»
В 1937 году произошло разделение предприятия. По приказу наркома оборонной промышленности Рухимовича от 14 сентября 1937 года № 0203 новый завод получил название «Завод № 38» и был выделен в самостоятельное управление с подчинением Наркомату вооружения (с 1993 года ОАО «Тульский патронный завод», бывший завод имени С. М. Кирова). Старый завод получил название «Завод № 176» и отошел в подчинение Наркомата боеприпасов (с 1962 года «Машиностроительный завод «Штамп» имени Б. Л. Ванникова»).
В октябре 1941 года, в связи с началом Тульской оборонительной операции оборудования и основные кадры рабочих специалистов завода были эвакуирован в Орск, где на его основе создан Орский механический завод. На оставшихся в Туле мощностях вёлся ремонт техники. В дни обороны Тулы коллектив завода «Штамп» восстановил и передал воинам около 50 танков, 150 автомашин, 100 орудий, 117 автокузовов, 250 комплектов траков, а также изготовил партию минометных стволов и противотанковых ежей. В декабре 1941 года на заводе было налажено производство артиллерийских и авиационных изделий для фронта, для чего были организованы литейно-прокатный, прессовый, токарно-механический, кузнечно-сварочный и инструментальный цеха. В то же время завод начал выпуск жаровых самоваров, примусов для госпиталей, паяльных ламп для походных военных мастерских, солдатских котелков и кружек. С августа 1943 года, согласно приказу директора завода Серафима Лялина, в названии предприятия введено слово «Штамп», как условное наименование, позволяющее не раскрывать в условиях военного времени официального названия.
После войны завод расширял номенклатуру изделий, освоив выпуск электрочайников, бидонов, электрокотлов, тракторных плугов. Также был открыт участок по изготовлению медалей «За победу над Германией в Великой Отечественной войне» и «За доблестный труд в Великой Отечественной войне». В сентябре 1945 года Указом Президиума Верховного Совета СССР за успешное выполнение заданий Государственного Комитета Обороны по восстановлению завода и организации производства оборонной продукции «Штамп» был награждён орденом Отечественной войны 1-й степени.
В середине 1950-х годов освоено литье под давлением и начат выпуск стиральных машин «Тула», «Тула-1» и «Тула-2», а с начала 1960-х годов налажен выпуск электросамоваров, электропищеварочных котлов и газовых колонок. В 1963 году начато производство корпусов реактивных снарядов для РСЗО «Град» и деталей к ней. В 1962 году заводу присвоено имя Бориса Ванникова. В 1980 году завод получил Орден Октябрьской Революции в связи со столетием со дня основания.
С 1987 года наметилось снижение темпов роста производства и был прекращён выпуск серийных изделий. В июле 1989 года, в рамках всесоюзной конверсии, завод начал переориентацию производства с выпуска оборонной техники на гражданскую продукцию и товары народного потребления (газовые плиты, газовые колонки, газовые баллоны, огнетушители, водяные и нефтяные насосы, электрорадиаторы, люстр, бра, расписные самовары и т. д.). Работа завода «Штамп» за конверсионный период была отмечена международными наградами, в том числе призом «За коммерческий успех» в Мадриде в 1992 году, призом «Золотой глобус» в Дании и призом за качество «Золотая Звезда» в Испании в 1993 году.
В настоящее время предприятие носит название Федеральное государственное унитарное предприятие «Машиностроительный завод «Штамп» им. Б. Л. Ванникова» и входит в состав концерна «Техмаш» Госкорпорации «Ростех». Машзавод «Штамп» является единственным в России изготовителем и поставщиком звеньев для ВМФ, ПВО и ВВС, а также единственным серийным производителем самоваров. 27 мая 2023 года президент Украины Владимир Зеленский ввёл санкции в отношении завода «Штамп».

## Продукция
Основная продукция завода «Штамп»:
- продукция военного назначения (звенья патронных лент);
- более 20 видов жаровых, электрических и комбинированных самоваров различных форм и объемов;
- кабины для спецтехники;
- ленточные конвейеры;
- промышленные измельчители.

## Государственные награды
- За трудовой героизм, проявленный в деле обеспечения боеприпасами Красной Армии, в апреле 1921 года завод был награждён орденом Трудового Красного Знамени РСФСР.
- В сентябре 1945 года Указом Президиума Верховного Совета СССР за успешное выполнение заданий Государственного Комитета Обороны по восстановлению завода и организации производства оборонной продукции завод «Штамп» был награждён орденом Отечественной войны I степени.
- Третью по счёту награду — орден Октябрьской Революции завод «Штамп» имени Б. Л. Ванникова получил в 1980 году за достигнутые производственные успехи и в связи со столетием со дня основания.